# Profunditerebra anseeuwi
Profunditerebra anseeuwi é uma espécie de gastrópode do gênero Profunditerebra, pertencente a família Terebridae.